# Александру Белуце
Александру Белуце (рум. Alexandru Băluță, нар. 13 вересня 1993, Крайова) — румунський футболіст, півзахисник клубу «Славія» та національної збірної Румунії.

## Клубна кар'єра
У дорослому футболі дебютував 2011 року виступами за команду «Кіндія» (Тирговіште), в якій провів два сезони, взявши участь у 44 матчах другого дивізіону Румунії. Переважно був основним гравцем команди.
Влітку 2013 року підписав контракт з «Вііторулом», у складі якого 5 серпня дебютував у Лізі І в матчі проти «Динамо» (Бухарест). Відіграв за команду з Констанци наступний сезон своєї ігрової кар'єри. Граючи у складі «Вііторула» також здебільшого виходив на поле в основному складі команди.
Влітку 2014 року за 200 тис. євро перейшов у «КСУ Крайова», у складі якого провів наступні чотири роки своєї кар'єри гравця. Тренерським штабом нового клубу також розглядався як гравець «основи» і у лстанньому сезоні 2017/18 допоміг клубу виграти Кубок Румунії.
22 червня 2018 року Блатуга підписав чотирирічний контракт із чеською командою «Славія». Станом на 30 липня 2018 року відіграв за празьку команду 2 матчі в національному чемпіонаті.

## Виступи за збірні
2010 року дебютував у складі юнацької збірної Румунії, взяв участь у 6 іграх на юнацькому рівні, відзначившись 3 забитими голами.
2013 року залучався до складу молодіжної збірної Румунії. На молодіжному рівні зіграв в одному офіційному матчі.
13 червня 2017 року дебютував в офіційних матчах у складі національної збірної Румунії, вийшовши на 66 хвилині на заміну замість Богдана Станку в товариській грі проти Чилі (3:2), а на 83 хвилині забив переможний гол своєї команди.

## Титули і досягнення
- Володар Кубка Румунії (1):

«КСУ Крайова»: 2017-18
- Чемпіон Чехії (1):

«Славія»: 2018-19
- Володар Кубка Чехії (1):

«Славія» (Прага): 2018-19
- Володар Суперкубка Румунії (1):

ФКСБ: 2024
- Чемпіон Румунії (2):

ФКСБ: 2023-24, 2024-25